# پاناوا
پاناوا (به لاتین: Pannawa) یک منطقهٔ مسکونی در سری‌لانکا است که در ناحیه کورونیگالا واقع شده‌است. پاناوا ۹۴ متر بالاتر از سطح دریا واقع شده‌است.